# 临江镇 (兰西县)
临江镇，是中华人民共和国黑龙江省绥化市兰西县下辖的一个乡镇级行政单位。

## 行政区划
临江镇下辖以下地区：
伟河村、富河村、裕河村、兴河村、荣河村、民河村、泉河村和春河村。